# Металістівська сільська рада
| Металістівська сільська рада — колишній орган місцевого самоврядування у Амвросіївському районі Донецької області з адміністративним центром у селищі Металіст. Сільській раді підпорядковані населені пункти: - с-ще Металіст - с-ще Бондарівське |

## Склад ради
Рада складалася з 16 депутатів та голови.

## Керівний склад сільської ради
| ПІБ                      | Основні відомості                                                         | Дата обрання | Дата звільнення |
| ------------------------ | ------------------------------------------------------------------------- | ------------ | --------------- |
| Ноздрачов Іван Данилович | Сільський голова, 1953 року народження, освіта, член Партії регіонів      | 26.03.2006   | 31.10.2010      |
| Бєлан Вадим Григорович   | Сільський голова, 1974 року народження, освіта вища, член Партії регіонів | 31.10.2010   |                 |

Примітка: таблиця складена за даними джерела